# La suerte de Loli
La suerte de Loli é uma telenovela americana de comédia dramática produzida pela Telemundo Global Studios para a Telemundo em 2021. A telenovela é uma adaptação da minissérie argentina homônima, criada por Lorena Miraglia e María José Riera. A telenovela estreou na Telemundo em 26 de janeiro a 21 de junho de 2021, retomando a programação que deixou 100 días para enamorarnos por produções originais.
É protagonizada por Silvia Navarro e Osvaldo Benavides e antagonizada por Gaby Espino, Alejandro López e Liz Dieppa e com actuações estelares de Mariana Seoane, Joaquín Ferreira, Rodrigo Vidal, Christian Chávez, Amaranta Ruiz e Gisella Aboumrad e dos primeiros atores Rosa María Bianchi, Javier Díaz Dueñas e Roberto Escobar e participaçãoes especiales de Carlos Ponce, Jacqueline Bracamontes, Jeimy Osorio e Jesús More.
O primeiro trailer promocional da novela foi lançado no dia 21 de outubro de 2020, por meio do Twitter oficial de Silvia Navarro.

## Sinopse
A história gira em torno de Loli Aguilar (Silvia Navarro), uma mulher boêmia e bem-sucedida que trabalha como uma das executivas do "Global Radio Group", a estação de rádio número um da costa oeste dos Estados Unidos. À medida que a carreira de Loli continua a subir, ela coloca sua vida amorosa de lado, ficando em segundo plano enquanto desfruta de sua liberdade e de uma vida sem compromissos. No entanto, sua vida dá uma guinada inesperada quando Mariana (Jacqueline Bracamontes), sua melhor amiga, morre e deixa tudo para Loli, incluindo a custódia e os cuidados de seus dois filhos, Sam (Dalexa Meneses) e Nicky. (Diego Escalona). A notícia deixa todos de boca aberta, principalmente Loli, que se sente a pessoa menos indicada para realizar o último desejo de sua melhor amiga. Loli não terá escolha a não ser enfrentar sua nova realidade e aprender que o trabalho não é tudo na vida, e ela descobrirá que o verdadeiro significado do sucesso é a família e o amor.

## Elenco
- Silvia Navarro - Dolores "Loli" Aguilar Balderas
- Osvaldo Benavides - Rafael "Rafa" Contreras
- Gaby Espino - Paulina Castro de Contreras
- Carlos Ponce - Armando Gallardo
- Mariana Seoane - Melissa Quintero de Torres
- Joaquín Ferreira - Octavio Córdoba
- Jacqueline Bracamontes - Mariana Torres Tovar
- Rodrigo Vidal - Bruno Tadeo Torres Tovar
- Rosa María Bianchi - Nora "Norita" Tovar de Torres
- Christian Chávez - Matías Fonseca
- Alejandro López - Vicente Varela
- Dalexa Meneses - Samantha "Sam" Torres
- Marielena Davila - Jessica Contreras Castro
- Andrés Cotrino - Gabriel Mercado
- Liz Dieppa - Carol Torres Quintero
- Diego Escalona - Nicolás "Nicky" Torres / Nicolás "Nicky" Córdoba Torres
- Amaranta Ruiz - Guadalupe "Lupe"
- Gisella Aboumrad - Roxana Margarita "Rox" Estévez
- Javier Díaz Dueñas - Domingo Aguilar
- Polo Monárrez - Apolo
- Vince Miranda - Arturo Romero
- Karla Monroig - Rebeca Díaz
- Roberto Escobar - Rogelio Varela
- Mika Kubo - Angie Lozada
- Fernando Carrera - Marcelino Quintero
- Maite Embil - Bertha Morales
- Ricardo Kleinbaum - Lic. Gonzalo Ferrer
- Jeimy Osorio - Karen Sandoval
- Jesús More - Salvador Bravo "el Renegado"
- Elena Medina - Paloma
- Ricardo Álamo - Rufino Olvera
- Rodrigo Aragón - Eliseo Morales
- Carlos Acosta-Milian - Heriberto Meza
- Francisco León - Federico Soler
- Xavier Rivero - Ricardo
- Daniela Tapia - Tania
- Michelle Sussett
- George Arkram - David Ramos
- Rafael Pedroza - Artemio
- Salim Rubiales - El terapeuta de Domingo
- Manolo Coego Jr. - Licenciado
- Eduardo Serrano - Alonso Castro
- Aneudy Lara - Romeo
- Mauricio Novoa - Adán "Rollo"
- Frank Fernández - Gustavo "Gus"
- Omar Wahab - Pete Muñiz
- Laura Garrido - Amante de Marcelino
- Miguel Augusto Rodríguez - Agustín Llano
- Isabel Moreno - Doña Catalina
- Felipe Betancourt - César
- Elizabeth Chinea - Cristina "Cristy" Mercado
- Xavier Ruvalcaba - Joaquín Llano
- Martha Mijares - Selma Romero
- Álex Pita - Divina Gonze
- Jairo Calero - Jack Scott
- Mauricio Mejía - Lorenzo
- Pedro Pablo Porras - Felipe Rojas "El Terrible Cortez falso"
- César Rodríguez - Leonardo "Leo" Contreras
- Laura Garrido - Gema
- Wendy Regalado - Dulce

### Convidados
- Paulina Rubio - Ela mesma
- Manuel Turizo - Ele mesmo
- Luis Coronel - Ele mesmo
- Alberto Cortez "El terrible" - Ele mesmo
- Lupillo Rivera - Ela mesma
- Alan Ramírez - Ele mesmo
- Osvaldo Silvas "Walo" - Ele mesmo
- Banda MS - Eles mesmo

## Produção
Em 16 de junho de 2020, Marcos Santana (presidente da Telemundo Global Studios) anunciou que a produção marca a estreia de Silvia Navarro na Telemundo, bem como o retorno de Jaqueline Bracamontes às telenovelas. A produção executiva é de Karen Barroeta, que também estreia como um produtor executivo; acompanhada por Ricardo Álvarez Canales e Amaris Páez na adaptação, bem como Miguel Varoni, Danny Gavidia e Richard Schwarz na direção de palco. A produção começou a gravar no início de outubro de 2020. Originalmente, Mark Tacher lideraria o protagonista masculino função, mas devido a diferenças de trabalho com Navarro, ele deixou a produção. No lugar de Tacher, Osvaldo Benavides foi escolhido para interpretar seu personagem na produção.

## Exibição
No Brasil está disponível desde o dia 20 de dezembro de 2021 na plataforma de streaming HBO Max com opção dual áudio.